# Marie Phisalix
Pour les articles homonymes, voir Phisalix.
Marie Phisalix, née Marie Félicie Picot à Besançon le 20 novembre 1861 et morte à Sèvres le 18 janvier 1946, est une zoologue et biologiste française.

## Biographie
Marie Phisalix entre à l'École Normale Supérieure des jeunes filles de Sèvres en 1882. Elle est agrégée de Sciences en 1888. C'est à Besançon, où elle enseigne et mène des études de médecine, qu'elle rencontre Césaire Phisalix qui devient son mari en 1895. 
Elle le suit à Paris, où elle collabore aux travaux qu'il mène au muséum national d'histoire naturelle.
En 1900, elle soutient une thèse de médecine intitulée "Recherches histologiques, embryologiques et physiologiques sur les glandes à venin de la salamandre terrestre" et obtient la médaille d'argent de la Faculté de Paris, devenant l'une des premières françaises médecin. À la mort de son mari, en 1906, elle poursuit ses recherches puis, en 1910, entre au laboratoire d'herpétologie du muséum où elle mène des études sur les batraciens et reptiles devenant une herpétologue réputée.
Marie Phisalix est aussi une militante féministe : vice-présidente de l'Association pour l'amélioration du sort de la femme (1945), elle anime une réunion de la Ligue française pour le droit des femmes.
Elle crée, en 1907, un musée d'histoire naturelle à Mouthier-Haute-Pierre, musée qui porte son nom et est ouvert gratuitement. 
Elle meurt à Paris le 18 janvier 1946. Elle est inhumée à Mouthier-Haute-Pierre auprès de son mari. 
Elle laisse de nombreuses publications scientifiques et un ouvrage : "Animaux venimeux et venins".

## Publications
- Animaux venimeux et venins, Masson, 1922, 657 p. (lire en ligne).
- Les animaux venimeux et les venins dans la thérapeutique moderne, Franche-Comté et Mont Jura, causerie du 19 septembre 1933, en ligne sur Mémoirevive Besançon.
- Vipères de France : leur biologie, leur appareil venimeux et le traitement de leurs morsures, 1940.

## Distinctions
- Officier d'académie
- Chevalière de la Légion d'honneur
- Officier de l'Instruction publique

Chevalier de la Légion d'honneur, membre de l'Académie de Besançon, elle a reçu de nombreuses distinctions : officier d'Académie, officier de l'Instruction publique, Prix Bréant (2 fois). 

## Postérité
Une rue de Besançon porte son nom.